# Charles-Gabriel-Jean Rousseau de Thelonne
Pour les articles homonymes, voir Rousseau et Thelonne (homonymie).
Cet article possède un paronyme, voir Charles Rousseau.
Charles-Gabriel-Jean Rousseau de Thelonne (Paris, 1740 - Paris, 8 février 1814) est un banquier et homme politique français.

## Biographie
Petit-fils d'Antoine Rousseau et de Marie-Charlotte Boucher, il devient banquier à Paris.
Il est élu député des Ardennes au Corps législatif par le Sénat conservateur le 4 nivôse an VIII. Il fait partie de la commission des finances et sortit de l’assemblée en l'an XI.
Marié à Woldemar Victoire Michel de Grilleau, fille de Joseph-Thérèse Michel de Grilleau et de Madeleine Françoise Seurrat de Bellevue (et nièce de Jean Michel de Grilleau), il est le beau-père de Charles Joseph Baguenault de Puchesse et d'Étienne Nicolas Louis Ternaux.

## Sources
- « Charles-Gabriel-Jean Rousseau de Thelonne », dans Adolphe Robert et Gaston Cougny, Dictionnaire des parlementaires français, Edgar Bourloton, 1889-1891 [détail de l’édition]